# Guy (évêque de Bayeux)
Pour les articles homonymes, voir Guy.
Guy, mort   le  27 février 1269, est un évêque français  du XIIIe siècle. On  ne connaît ni sa famille ni son lieu de naissance.

## Biographie
Guy est évêque de Bayeux à partir de 1240.En 1248, il assiste à la dédicace de la Sainte-Chapelle de Paris, et, à son retour à Bayeux, il fait achever les bâtiments de l'hôtel-Dieu.
De concert avec Guillaume, évêque d'Avranches, Jean de La Cour d'Aubergenville, évêque d'Évreux, Geoffroi Mayet, évêque de Séez, Foulques Dastin, évêque de Lisieux, et Jean d'Essey, évêque de Coutances, il nomme en 1251 un fondé de pouvoir à l'effet d'en appeler d'une sentence rendue relativement à la juridiction par Eudes, archevêque de Rouen. 
En 1258, il traite avec saint Louis du droit de présentation à l'église de Lassy, et en 1259 il souscrit aux lettres des évêques qui permettent au roi saint Louis d'employer en œuvres pies les biens qu'il ne peut restituer, puisque les propriétaires lui en sont inconnus.
Guy est responsable de quinze statuts qu'il dressa pour le maintien de la discipline ecclésiastique. Afin de les rappeler aux chanoines, on avait l'habitude d'en faire la lecture aux deux chapitres généraux qui se tenaient tous les ans.